# Marc Bleuse

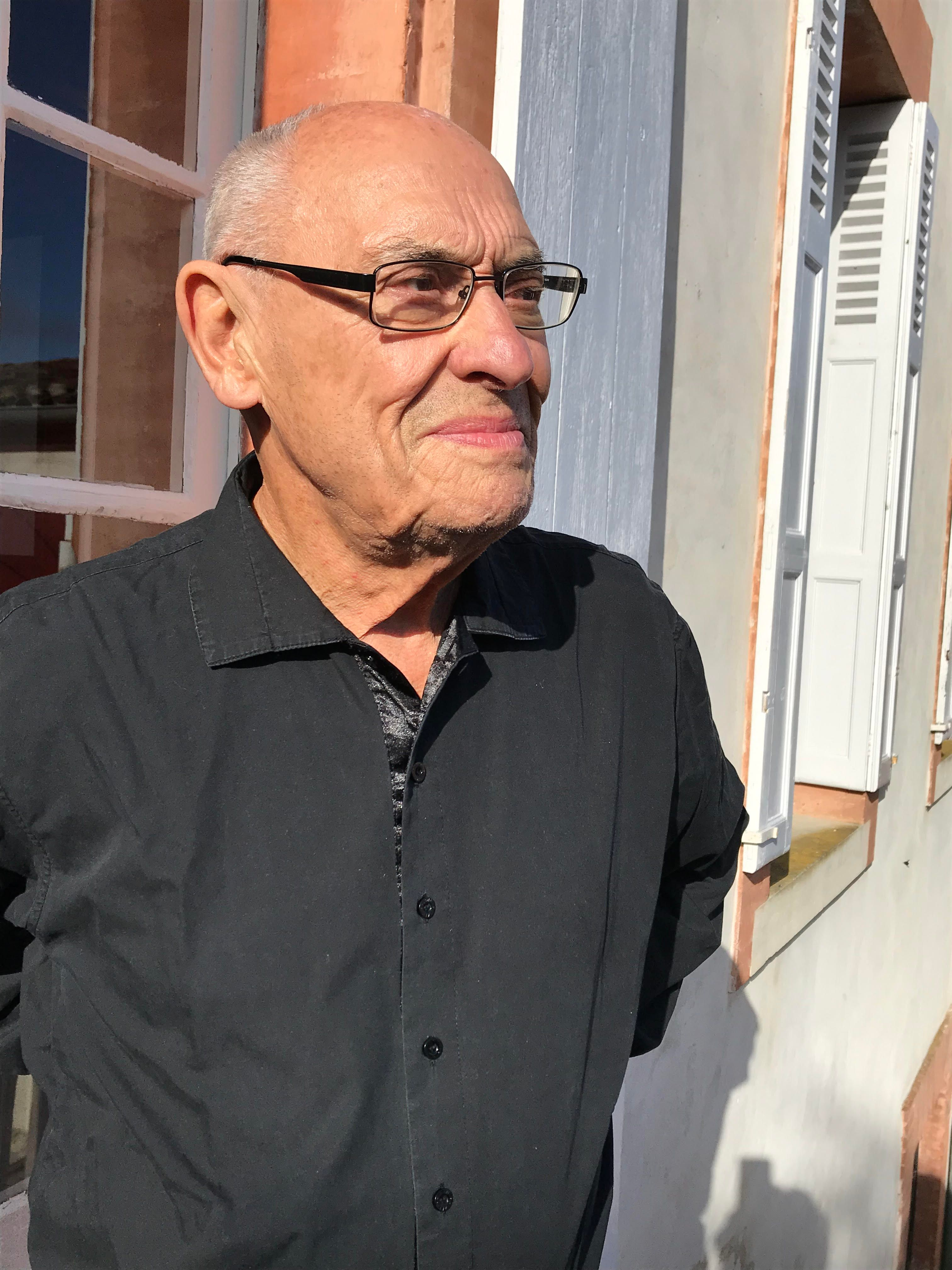
Marc Bleuse, 2019

Marc Bleuse (* 23. Februar 1937 in Niort) ist ein französischer Komponist und Musikpädagoge.

## Leben
Nach einer klassischen Ausbildung am Collège Saint-Michel studierte Marc Bleuse am Pariser Konservatorium bei Simone Plé-Caussade und André Jolivet und erlangte 1969 einen Abschluss als staatlich geprüfter Musikschulleiter. 1975 berief ihn Marcel Landowski ans Konservatorium, dessen Leitung er von 1983 bis 1986 innehatte. 1986 ernannte ihn François Léotard zum Direktor für Musik und Tanz des Kultusministeriums.
Von 1990 bis 2004 leitete Bleuse das Konservatorium von Toulouse, daneben wurde er 1993 vom Kultusministerium zum Direktor des Centre d’Études Supérieures de Musique et Danse de Toulouse ernannt. Daneben trat er als Komponist von Orchester- und kammermusikalischen Werken (Liederzyklus Mes voyages amoureux, Concerto pour violoncelle et orchestre à cordes, Soleil blanc für Cello solo, Alternative für Viola und Klavier) hervor und unternahm als Dirigent Konzertreisen nach Russland und in die USA.

## Weblink
- Lebenslauf auf der Website seines Verlegers

| Personendaten    | Personendaten                             |
| ---------------- | ----------------------------------------- |
| NAME             | Bleuse, Marc                              |
| KURZBESCHREIBUNG | französischer Komponist und Musikpädagoge |
| GEBURTSDATUM     | 23. Februar 1937                          |
| GEBURTSORT       | Niort                                     |